# Federico Bernardeschi
Federico Bernardeschi (* 16. Februar 1994 in Carrara) ist ein italienischer Fußballspieler, der seit Juli 2025 in der Serie A beim FC Bologna unter Vertrag steht.

## Karriere

### Im Verein
Bernardeschi stammt aus der toskanischen Stadt Carrara und kam über kleine Vereine 2003 in die Jugend der AC Florenz. Diese durchlief er zehn Jahre lang, bis er 2013 in den Profikader aufgenommen wurde. Um Spielpraxis zu sammeln, wurde der vorwiegend auf dem Flügel eingesetzte Stürmer im September 2013 in die Serie B zum FC Crotone verliehen. Dort absolvierte er in der Spielzeit 2013/14 seine erste Profisaison. In 39 Spielen erzielte er zwölf Tore, in den Aufstiegs-Play-Offs scheiterte er mit Crotone jedoch an der AS Bari. Am Saisonende erwarb der FC Crotone die Hälfte seiner Transferrechte.
Zur Saison 2014/15 erwarb der AC Florenz wieder die kompletten Transferrechte an Bernardeschi, woraufhin er in den Kader zurückkehrte.
Zur Saison 2017/18 wechselte er zum italienischen Meister Juventus Turin.
Im Juli 2022 wechselte Bernardeschi zum Toronto FC in der amerikanische Major League Soccer.
Drei Jahre später kehrte er in die Serie A zum FC Bologna zurück.

### In der Nationalmannschaft
Bernardeschi läuft seit 2011 regelmäßig für Jugendnationalmannschaften Italiens auf, seit 2014 auch für die U-21-Auswahl. Am 24. März 2016 wurde er in der 60. Minute des Spiels gegen Europameister Spanien zu seinem ersten A-Länderspiel eingewechselt. Bei der Fußball-Europameisterschaft 2016 in Frankreich wurde er dann in das italienische Aufgebot aufgenommen. Einmal kam er bei dem Turnier zum Zuge. Als nach zwei Spielen der Gruppensieg bereits feststand, wurde er im dritten Spiel gegen Irland in die Startelf aufgenommen und nach einer Stunde wieder ausgewechselt.
Bei der siegreichen Europameisterschaft 2021 stand er im italienischen Kader. Im Finale gegen England erzielte er im Elfmeterschießen den entscheidenden Treffer zum 3:2, als er gegen Jordan Pickford verwandelte. Im Turnierverlauf kam er auf vier von sieben Einsätze.
Letztmals nominiert und eingesetzt wurde Bernardeschi im Sommer 2022. Seit seinem Wechsel nach Kanada wurde er nicht mehr berücksichtigt.

## Erfolge

### Nationalmannschaft
- Europameister: 2021

### Vereine
- Italienischer Pokalsieger: 2017/18, 2020/21
- Italienischer Meister: 2017/18, 2018/19, 2019/20
- Italienischer Supercupsieger: 2018, 2020

### Persönliche Auszeichnungen
- Aufnahme in die Mannschaft des Turnierns der U-21-Europameisterschaft 2017
- Verdienstorden der Italienischen Republik (Ritter) – für den Gewinn der Europameisterschaft 2021[6]